# Emil Korytko

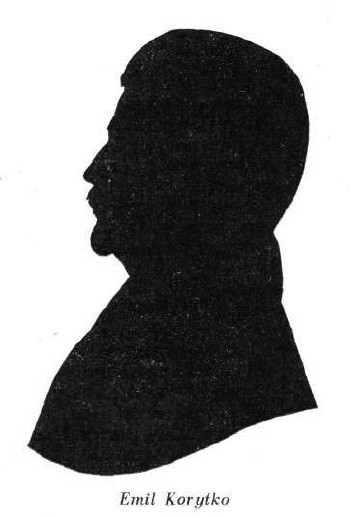

Emil Antoni Korytko (Żeżawa bij Zalisjtsjyky, Galicië, 7 september 1813 - Ljubljana, Slovenië, 31 januari 1839) was een Pools etnograaf. 
Korytko werd vanwege zijn openlijke oppositie tegen het beleid van Metternich uit Galicië naar Ljubljana verbannen. Hij kwam in 1837 in de hoofdstad van Krain aan en stond er onder huisarrest. Hij raakte er bekend met de familie Crobath, waar ook de dichter-advocaat France Prešeren aan huis kwam. Deze twee raakten bevriend en leerden elkaars taal. Hij liet Prešeren werk van Adam Mickiewicz vertalen en France Prešeren maakte hem op zijn beurt bekend met de Sloveense verteltradities en volksverhalen. Emil Korytko overleed kort voor het bericht over de opheffing van zijn huisarrest hem bereikte in 1839 aan tyfus.